# 祝福するキリスト (ベッリーニ、パリ)
『祝福するキリスト』（しゅくふくするキリスト、伊: Cristo benedicente）は、イタリアのルネサンス期ヴェネツィア派の巨匠、ジョヴァンニ・ベッリーニが制作したテンペラの板絵である。現在、パリのルーヴル美術館に所蔵されている。
作品は、1460年代初頭に制作された。この時期、ベッリーニは、マンテーニャに感化され、彫塑的な線描、寒色の使用などを特色とする作風で描いていた。
本作は、おそらく、歴史家のカルロ・リドルフィが、アウグスチヌス派に属す、ヴェネツィアのサント・ステファノ教会にある「救い主の人物像」として言及しているものである。この一致した見解に同調しない、唯一の美術史家であるモラッシは、リドルフィが見た絵画を、1500年に制作されたスイスの個人コレクションにある絵画と同一視している。